# 拉斯托爾古夫島

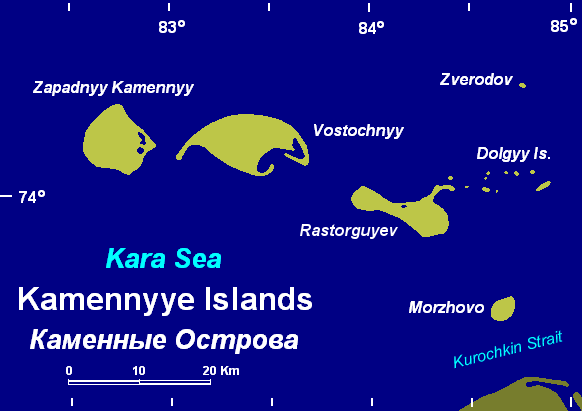

拉斯托爾古夫島是俄羅斯的島嶼，屬於卡緬內群島的一部分，位於距離泰梅爾半島沿岸30公里的卡拉海，由克拉斯諾亞爾斯克邊疆區負責管轄，長16公里、寬3公里。
73°57′N 84°09′E / 73.950°N 84.150°E